# Ami Boué
Ami Boué, född 16 mars 1794 i Hamburg, död 21 november 1881 i Wien, var en fransk-österrikisk geolog.
Boué, vars föräldrar emigrerat från Frankrike, studerade naturvetenskap i Genève, Paris, Edinburgh och Berlin samt genomreste därpå nästan hela mellersta och södra Europa liksom det i geologiskt hänseende föga undersökta Osmanska riket. Han levde därefter lång tid i Paris, var president i därvarande geologiska sällskap och flyttade sedermera till Wien, där han 1848 blev medlem av vetenskapsakademien. Utöver nedanstående skrifter utförde han även utmärkta geologiska och etnografiska kartor. Han tilldelades Wollastonmedaljen 1847.